# 2023 en Belgique
Chronologie de la Belgique
- 2019
- 2020
- 2021
- 2022
- 2023
- 2024
- 2025
- 2026
- 2027

Cette page concerne des événements qui se sont produits durant l'année 2023 en Belgique.

## Événements

### Avril
- 29 avril : 6 Heures de Spa-Francorchamps

### Octobre
- 16 octobre : Attaque terroriste islamiste à Bruxelles faisant deux morts et un blessés après une fusillade.
- 20 octobre : démission de Vincent Van Quickenborne, ministre de la Justice.

### Novembre
- 2 novembre : la tempête Ciarán fait de nombreux dégâts dans l'ensemble du pays et 2 morts à Gand[1].
- 10 novembre : le Westhoek et une bonne partie de la province de Flandre-Occidentale est inondée à la suite des précipitations gonflant les eaux de l'Yser et de ses affluents.
- 14 novembre : une famille de six personnes meurent dans l'incendie de leur habitation à Huy, dans la province de Liège[2].

#### Articles sur l'année 2023 en Belgique
- Pandémie de Covid-19 en Belgique

#### L'année sportive 2023 en Belgique
- Championnat de Belgique de football 2022-2023
- Grand Prix automobile de Belgique 2023
- Équipe de Belgique masculine de handball au Championnat du monde 2023

#### L'année 2023 dans le reste du monde
- L'année 2023 dans le monde
- 2023 par pays en Amérique, 2023 au Canada, 2023 au Québec, 2023 aux États-Unis
- 2023 en Europe, 2023 en Belgique, 2023 en France, 2023 en Italie, 2023 en Suisse
- 2023 en Afrique • 2023 par pays en Asie • 2023 par pays en Océanie
- 2023 aux Nations unies
- Décès en 2023